# Oecobius amboseli
Oecobius amboseli är en spindelart som beskrevs av Shear och Benoit 1974. Oecobius amboseli ingår i släktet Oecobius och familjen Oecobiidae. Inga underarter finns listade i Catalogue of Life.